# Dead Memories
A Dead Memories a Slipknot amerikai heavy metal együttes egyik dala. Negyedik albumuk, az All Hope Is Gone harmadik kislemezeként jelent meg. 
2008. december 1-jén jelent meg. A dal videóklipjét P. R. Brown és Shawn Crahan rendezte. A videó premierjére az MTV2-n került sor, 2008. október 25-én.

## Dallista

### Promóció
1. "Dead Memories" (teljes eredeti verzió) – 3:41
2. "Dead Memories" (teljes hosszúságú alternatív verzió) – 4:00
3. "Dead Memories" (rádiós szerkesztés) – 4:28

### Dead Memories (Chris Lord-Alge Mix) kislemez CD
1. "Dead Memories" (Chris Lord-Alge Mix) – 3:58

## Helyezések
| Lista (2008)                                         | Helyezés |
| ---------------------------------------------------- | -------- |
| egyesült államokbeli Billboard Alternatív Dalok      | 19       |
| egyesült államokbeli Billboard Mainstream Rock Dalok | 3        |
| egyesült államokbeli Aktív Rock                      | 1        |
| egyesült államokbeli Billboard Rock Dalok            | 25       |